# Masaka
Masaka er en by i den sydvestlige del af Uganda, med et indbyggertal (pr. 2005) på cirka 72.000. Byen ligger tæt ved Victoriasøen og cirka 140 kilometer fra hovedstaden Kampala
0°20′10″S 31°44′5″Ø / 0.33611°S 31.73472°Ø